# Piquetia
Piquetia là một chi thực vật có hoa trong họ Theaceae.

## Loài
Chi Piquetia gồm các loài: